# Šarac
Šarac (en serbio: Шарац; Šarec, en macedonio: Шарец) era el caballo del Príncipe Marko, un héroe de la poesía épica serbia y del folclore de los eslavos meridionales. Es descrito como un caballo moteado, cuyo color se asemeja a una vaca, que tenía características milagrosas. Era un caballo alado, rápido como un hada.
Šarac entendía serbio, turco y griego (incluso hablaba estos idiomas; bebía vino con su amo, le aconsejaba y venía en su ayuda en el campo de batalla. Según la tradición oral, Šarac murió a manos de Marko para que los turcos no lo usaran en trabajos domésticos.